# Дыбовский, Владислав Иванович
Владисла́в Ива́нович Дыбо́вский (18 апреля 1838, имение Адамарын, Вилейский уезд, ныне Воложинский район — 27 июля 1910) — русский, белорусский и польский зоолог, ботаник, палеонтолог, минералог и фольклорист. Доктор минералогических наук (1878). Брат Бенедикта Дыбовского.

## Биография
Родился в бывшем имении Адамарын Вилейского уезда Минской губернии. Принадлежал к среднезажиточному шляхетскому роду Дыбовских из Минского уезда ВКЛ.
Окончил в 1862 году Дерптский университет. За участие в восстании 1863—1864 годов приговорён к 10 годам заключения, выпущен досрочно. С 1871 года работал в Дерптском университете. В 1878 переехал на Новогрудчину. Исследовал ископаемые остатки Восточной Прибалтики, Сибири, флору и фауну Новогрудчины и других частей Российской империи.
Собирал белорусский фольклор. В ежегоднике «Zbiór Wiadomości do Antropologii Krajowej» («Сборник сообщений по отечественной антропологии») опубликовал работу «Белорусские пословицы из Новогрудского уезда» (т. 5, 1881, 768 текстов), «Белорусские загадки с Минской губернии» (т. 10, 1886, 112 текстов).
Умер 27 июля 1910 года. Похоронен в д. Войново (Новогрудский район).

## Работы
- «Studien über die Spongien des Russischen Reiches mit besonderer Berücksichtigung der Spongienfauna des Baikalsees» (Petersburg, 1880),
- «Monographie der Spongilla sibirica» (Dorpat, 1884),
- «Die Gasteropoden Фауна du Baicalsees» (Petersburg, 1875),
- «Supplement a la faune des Mollusques du lac Baical» (Petersburg, 1909).

## Работы по белорусской тематике
- Арт. «Белорусские пословицы из Новогрудского уезда» (1881)
- Арт. «Белорусские загадки с Минской губернии» (1886)